# 笑えば2時だよ
『笑えば2時だよ』（わらえばにじだよ）は、1972年4月3日から1973年3月30日までフジテレビで放送されていたバラエティ番組である。放送時間は毎週月曜 - 金曜 14:00 - 14:30 （日本標準時）。

## 概要
11年2か月続いた『タワーバラエティ』の後番組として始まった。主婦をターゲットにした内容の公開生放送番組。司会は初代林家木久蔵（後の林家木久扇）が務めていた。「きくぞう・やるぞう・みるぞう」のコーナーでは、木久蔵が来場者たちと愉快な井戸端会議を繰り広げていた。